# Pipit du Pérou
Anthus peruvianus
Espèce
Statut de conservation UICN

LC : Préoccupation mineure
Le Pipit du Pérou (Anthus peruvianus) est une espèce de passereaux de la famille des Motacillidae.

## Répartition
Cet oiseau est présent dans la cordillère des Andes, au Chili et au Pérou.

## Systématique
L'espèce Anthus peruvianus a été décrite en 1878 par l'ornithologue anglais Francis Nicholson (d) (1843-1925),. 
Anthus peruvianus a pour synonyme :
- Anthus chii peruvianus

## Étymologie
Son épithète spécifique, peruvianus, fait référence à sa localité type située au Pérou.

## Publication originale
- (en + la) Francis Nicholson, « On an apparently new Species of American Pipit », Proceedings of the Zoological Society of London, Londres, ZSL, vol. 46, no 1,‎ 1878, p. 390–391 (ISSN 0370-2774, OCLC 1779524, BNF 32843178, DOI 10.1111/J.1469-7998.1878.TB07975.X, lire en ligne).